# Senjān
Senjān (persiska: سنجان; också: زِنجان, Zenjān; فیجان ,فنجان, Fenjān, Fījān) är en ort i Iran.   Den ligger i provinsen Markazi, i den centrala delen av landet, 250 km sydväst om huvudstaden Teheran. Senjān ligger 1 855 meter över havet och antalet invånare är 10 592.
Terrängen runt Senjān är huvudsakligen kuperad, men åt nordväst är den platt. Runt Senjān är det ganska tätbefolkat, med 96 invånare per kvadratkilometer. Närmaste större samhälle är Arak, 7,6 km nordost om Senjān. Trakten runt Senjān består i huvudsak av gräsmarker.